# The Witcher: Blood Origin
The Witcher: Blood Origin és una minisèrie de fantasia creada per Declan de Barra i Lauren Schmidt Hissrich adaptada de la sèrie de llibres Wiedźmin d'Andrzej Sapkowski. És a preqüela de la sèrie de televisió, The Witcher, de Netflix. La sèrie es va estrenar el 25 de desembre de 2022 i consta de quatre episodis. Ha estat subtitulada al català.

## Ambientació
Ambientada 1200 anys abans dels esdeveniments de la sèrie de televisió The Witcher, Blood Origin representarà la creació del primer Witcher, així com els esdeveniments que van portar a la "Conjunció de les esferes". També explorarà l'antiga civilització dels elfs abans de la seua desaparició.

## Repartiment
- Sophia Brown com a Éile, una guerrera de la guàrdia de la reina que marxa per convertir-se en músic ambulant
- Michelle Yeoh com a Scian, l'últim membre d'una tribu nòmada d'elfs en una missió per recuperar una espasa robada al seu poble
- Laurence O'Fuarain com a Fjall, un home nascut en un clan de guerrers que va jurar protegir un rei, però que, en canvi, s'aventura en busca de venjança
- Lenny Henry com el cap Druida Balor
- Mirren Mack com Merwyn
- Nathaniel Curtis com a Brían
- Dylan Moran com a Uthrok One-Nut
- Jacob Collins-Levy com Eredin
- Lizzie Annis com a Zacaré
- Huw Novelli com a Callan "Brother Death"
- Francesca Mills com Meldof
- Amy Murray com Fenrik
- Zach Wyatt com a Syndril
- Aidan O'Callaghan com a Kareg
- Karlina Grace-Paseda com Cethlenn
- Kim Adis com a Ket
- Sorcha Groundsell
- Hebe Beardsall com a Catrin
- Tomisin Ajani com el capità Olyf
- Zachary Hart com a Leifur
- Minnie Driver com Seanchai
- Jordan Whitby com a Jaonos
- Mark Rowley
- Daniel Boyarsky com Sabadel

## Producció
El juliol del 2020 es va anunciar que Netflix havia donat llum verda a una preqüela de sis parts de la minisèrie de la seua adaptació a la sèrie de televisió de les novel·les d'Andrzej Sapkowski. Declan de Barra va ser contractat com a showrunner. El gener de 2021, Jodie Turner-Smith va ser seleccionada per protagonitzar la sèrie. Laurence O'Fuarain ses va unir al repartiment al març, a l'abril, Turner-Smith va haver de sortir a causa de conflictes de programació. Al juliol, es va afegir Michelle Yeoh, amb Sophia Brown assumint el paper vacant per Turner-Smith.
El rodatge de la sèrie va començar l'agost de 2021 al Regne Unit, amb càstings addicionals que inclouen Lenny Henry, Mirren Mack, Nathaniel Curtis i Dylan Moran. De Bara va anunciar que havia acabat de rodar i va entrar en postproducció el novembre de 2021.